# Зайцев Федір Іванович
Фе́дір Іва́нович За́йцев (10 (22) лютого 1897 , Колпна, Орловська губернія  — 1 вересня 1960 , Москва ) — український радянський партійний діяч, секретар ЦК КП(б)У. Член ВУЦВК. Член Центральної Контрольної Комісії КП(б)У (травень 1924 — червень 1930). Член ЦК КП(б)У (червень 1930 — січень 1934). Кандидат у члени Політбюро ЦК КП(б)У (червень 1930 — червень 1933). Член Оргбюро ЦК КП(б)У (січень 1932 — червень 1933). Член Центральної контрольної комісії ВКП(б) (листопад 1927 — січень 1934). Член Комісії партійного контролю при ЦК ВКП(б) (лютий 1934 — 15 квітня 1938).
Учасник встановлення радянської влади на Донбасі. Секретар Юзівської міської ради робочих та солдатських депутатів (1920–1923), секретар Луганського окружкому партії (1929–1930), 1-й секретар Дніпропетровського міськкому партії (1931–1932), секретар ЦК КП(б)У (1932–1933).

## Біографія
Народився в родині сільського чоботаря (шорника) в селі Колпни Малоархангельського повіту Орловської губернії (тепер смт. Колпна Орловської області, Росія). У 1908 році закінчив п'ять відділень двокласної початкової школи у селищі Юзівка Бахмутського повіту Катеринославської губернії.
У липні 1908 — жовтні 1912 року — хлопчик, робітник хімічної лабораторії металургійного заводу Новоросійського товариства у Юзівці. У жовтні 1912 — травні 1914 року — доменник, робітник зі зняття проб металургійного заводу Російсько-Балтійського товариства у селищі Єнакієве і на руднику Калачевського у місті Верхньодніпровську Катеринославської губернії. У травні 1914 — вересні 1917 року — робітник зі зняття проб, помічник хіміка-лаборанта металургійного заводу Новоросійського товариства у Юзівці Катеринославської губернії.
Член РСДРП(б) з липня 1915 року.
Після Лютневої революції 1917 р. — секретар Юзівської Ради робітничих депутатів. У вересні 1917 — квітні 1918 року — заступник голови виконавчого комітету Юзівської Ради робітничих депутатів Катеринославської губернії.
У квітні — червні 1918 року — політичний керівник, комісар загону Юзівського штабу Червоної армії. У липні — вересні 1918 року перебував у в'язниці міста Бахмута Катеринославської губернії. У жовтні 1918 — квітні 1919 року — політичний керівник радянського партизанського загону в околицях Юзівки.
У квітні — травні 1919 року — голова Юзівського повітового революційного комітету Катеринославської губернії.
У травні 1919 — січні 1920 року — інструктор політичного відділу 13-ї армії РСЧА Південного фронту.
У січні 1920 — березні 1921 року — відповідальний секретар Юзівського повітового комітету КП(б)У; редактор юзівської газети «Диктатура праці».
У квітні 1921 — березні 1922 року — голова Донецької губернської контрольної комісії КП(б)У в місті Бахмуті.
У квітні 1922 — серпні 1923 року — голова Юзівської окружної ради професійних спілок.
У вересні 1923 — травні 1924 року — слухач Курсів марксизму при ЦК КП(б)У у Харкові
У травні 1924 — червні 1929 року — секретар Партійної колегії Центральної Контрольної Комісії КП(б)У.
У червні 1929 — вересні 1930 року — відповідальний секретар Луганського окружного комітету КП(б)У.
У листопаді 1930 — березні 1931 року — відповідальний секретар Луганського міського комітету КП(б)У.
У березні 1931 — лютому 1932 року — 1-й секретар Дніпропетровського міського комітету КП(б)У.
28 січня 1932 — 11 червня 1933 року — секретар ЦК КП(б)У із транспорту.
У березні 1933 — лютому 1934 року — 2-й секретар Західного обласного комітету ВКП(б).
У березні 1934 — квітні 1936 року — член групи важкої промисловості Комісії партійного контролю при ЦК ВКП(б).
У травні 1936 — 9 грудня 1937 року — уповноважений Комісії партійного контролю при ЦК ВКП(б) по Татарській АРСР.
24 червня 1938 року заарештований органами НКВС СРСР, а 25 червня 1938 року виключений із партії. У «зв'язку із недоведеністю висунутих обвинувачень» 26 червня 1939 року звільнений з ув'язнення. 13 червня 1940 року відновлений в членстві у ВКП(б).
У жовтні 1939 — серпні 1940 року — старший інспектор Головної гірничо-технічної інспекції Народного комісаріату вугільної промисловості СРСР. У серпні 1940 — квітні 1941 року — заступник начальник служби постачання Московського трамвайного тресту («Мострамвайтрест»). У квітні — липні 1941 року — диспетчер із якості гірничо-технічної інспекції Народного комісаріату вугільної промисловості СРСР.
Учасник німецько-радянської війни з липня 1941 року. У липні — листопаді 1941 року — стрілець винищувального батальйону дивізії народного ополчення в Москві. У листопаді 1941 — січні 1942 року — стрілець 6-го стрілецького полку 4-ї Московської стрілецької дивізії. У січні — квітні 1942 року — політичний керівник роти 786-го стрілецького полку. У квітні — серпні 1942 року — політичний керівник медичної роти 148-го медсанбату 155-ї стрілецької дивізії Калінінського фронту. У серпні 1942 — серпні 1943 року — агітатор 659-го стрілецького полку 155-ї стрілецької дивізії Калінінського і Воронезького фронтів. У серпні 1943 — квітні 1944 року — заступник начальника із політичної частини евакуаційного госпіталю № 3614 1-го Українського фронту. У квітні 1944 — червні 1945 року — заступник начальника політичного відділу 20-го військово-шляхового управління 1-го Українського фронту.
Учасник радянсько-японської війни у 1945 році. У червні 1945 — квітні 1946 року — заступник начальника політичного відділу 20-го військово-шляхового управління Забайкальського фронту.
У липні 1946 — серпні 1949 року — начальник відділу кадрів Головного управління робітничого постачання Міністерства чорної металургії СРСР.
З серпні 1947 року — персональний пенсіонер республіканського значення.
У серпні 1949 — травні 1953 року — старший інспектор відділу Міністерства металургійної промисловості СРСР. У травні 1953 — березні 1954 року — старший інженер Управління керівних кадрів Міністерства металургійної промисловості СРСР. У березні 1954 — 1955 року — старший інженер Управління керівних кадрів Міністерства чорної металургії СРСР.
З 1955 року — на пенсії у Москві.
Похований на Новодівочому цвинтарі Москви.
На його честь у Донецьку названа вулиця.

## Звання
- майор

## Нагороди
- орден Червоної Зірки (19.03.1943)
- орден Вітчизняної війни II ст. (8.05.1945)
- медалі